# Great Offices of State

James Callaghan jest jedynym politykiem, który zajmował cztery te urzędy

W brytyjskiej polityce termin Great Offices of State (w wolnym tłumaczeniu najwyższe urzędy w państwie) oznacza cztery najwyższe rangą stanowiska w rządzie. Są nimi Premier, Kanclerz Skarbu, Sekretarz Stanu Spraw Zagranicznych i Wspólnoty Narodów (w polskiej nomenklaturze minister spraw zagranicznych) oraz Sekretarz Stanu Spraw Wewnętrznych (minister spraw wewnętrznych).
James Callaghan był jedyną osobą w historii Wielkiej Brytanii, która zajmowała cztery te stanowiska. Najbliżej tego był John Major, który pełnił funkcję premiera oraz szefa resortów Spraw Zagranicznych i Skarbu.